# Paso Limón, San Agustín Loxicha
Paso Limón är en ort i Mexiko.   Den ligger i kommunen San Agustín Loxicha och delstaten Oaxaca, i den sydöstra delen av landet, 500 km sydost om huvudstaden Mexico City. Paso Limón ligger 305 meter över havet och antalet invånare är 386.
Terrängen runt Paso Limón är lite bergig. Runt Paso Limón är det ganska glesbefolkat, med 40 invånare per kvadratkilometer. Närmaste större samhälle är San Agustín Loxicha, 17,1 km norr om Paso Limón. Omgivningarna runt Paso Limón är en mosaik av jordbruksmark och naturlig växtlighet.